# Yao Min
Yao Min   (Shanghai, 1917 - 30 de març de 1967) va ser un cantant i compositor xinès de música popular, a més germà de la cantant Yao Lee. Va ser sens dubte un dels compositors més coneguts de l'era shidaiqu a la dècada dels anys 1930 i 1940 a Shanghai i a les dècades dels anys 1950 i 1960 a Hong Kong.
Un dels seus èxits més famosos va ser la cançó titulada "Desitjant-li felicitat i prosperitat" (恭喜 恭喜). Va escriure uns altres temes musicals clàssics xinesos, de gènere pop per a altres cantants com les seves germanes Yao Lee, Zhou Xuan, Li Xiangla, Bai Hong i Bai Guang. Els seus temes musicals van ser presentats, quan van ser interpretats per a pel·lícules musicals populars.